# Zaarouria
Zaarouria est une commune de la wilaya de Souk Ahras en Algérie, située à 8 km au sud de Souk Ahras.

## Géographie

### Situation
Le territoire de la commune de Zaarouria se situe au centre de la wilaya de Souk Ahras.
| Hanancha | Souk Ahras | Ouillen |
| Tiffech  | Zaarouria  | Merahna |
| Dréa     | Taoura     | Taoura  |

### Localités de la commune
La commune de Zaarouria est composée de vingt localités :
- Aïn Tamemat
- Aïn Zitouna
- Ali Ben Brahim
- Ben D'Him
- Bouras
- Djefara
- El Djelil
- El Feidh Lahmar
- Edardoura (Djoudi Sebti)
- Esseraïa
- Feidh Barkou
- Feidj El Ghorra
- Fidh El Mestoura
- Ghardaïa
- Henchir Moussa
- Henchir Ouachou
- Khenguet El Hammam
- Khettala
- Remila
- Zaarouria